# 岩舟町鷲巣
岩舟町鷲巣（いわふねまちわしのす）は、栃木県栃木市の大字。郵便番号は329-4301。
　

## 地理
栃木市岩舟地域の中央部、岩舟地区の北部に位置し、北で岩舟町小野寺、北東で大平町西山田、東で岩舟町五十畑・岩舟町和泉、南で岩舟町静、西で岩舟町新里、北西で岩舟町三谷と隣接する。足尾山地の南端にあたる岩船山をはじめとする山々が地内のほとんどを占める。住宅は岩船山東麓の田園地帯に点在している。

### 河川
- 蓮華川

## 歴史

### 沿革
- 1889年（明治22年）4月1日 - 町村制施行により、栃木県下都賀郡鷲巣村が同郡静村、畳岡村、下津原村と合併し岩舟村（旧）が成立、岩舟村大字鷲巣となる。
- 1956年（昭和31年）9月30日 - 岩舟村（旧）が静和村、小野寺村と合併し岩舟村（新）が成立、岩舟村大字鷲巣となる。
- 1962年（昭和37年）4月1日 - 岩舟村が町制施行し岩舟町が成立、岩舟町大字鷲巣となる。
- 2014年（平成26年）4月5日 - 栃木市が岩舟町を編入し、栃木市岩舟町鷲巣となる。

## 世帯数と人口
2017年（平成29年）8月31日現在の世帯数と人口は以下の通りである。
| 大字       | 世帯数 | 人口  |
| ---------- | ------ | ----- |
| 岩舟町鷲巣 | 68世帯 | 203人 |

### 人口の変遷
総数 [戸数または世帯数：  、人口：  ]
| 1891年（明治24年） | 47戸 271人    |
| 1982年（昭和57年） | 106世帯 360人 |
| 2011年（平成23年） | 77世帯 234人  |
| 2017年（平成29年） | 71世帯 206人  |

## 交通

### 鉄道
- 東日本旅客鉄道（JR東日本） 両毛線 - 南部を東西に横断するが、駅は設置されていない。最寄駅は隣接する岩舟町静に設置された岩舟駅である。

### 道路
- 栃木県道133号岩舟停車場線

## 小・中学校の学区
市立小・中学校に通う場合、学区は以下の通りとなる。
| 番地 | 小学校             | 中学校             |
| ---- | ------------------ | ------------------ |
| 全域 | 栃木市立岩舟小学校 | 栃木市立岩舟中学校 |

## 施設

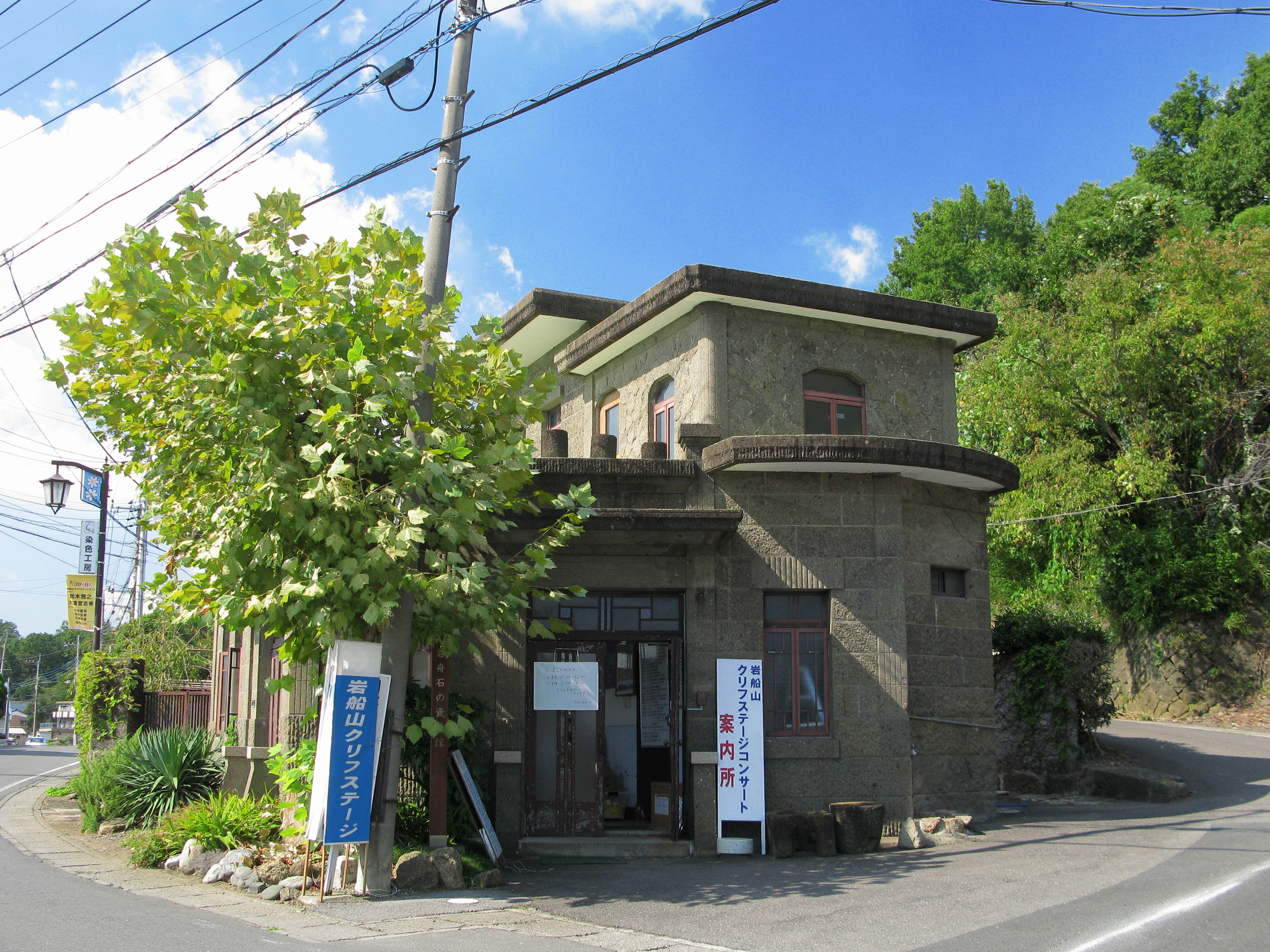
岩舟石の資料館

- 岩舟石の資料館